# Black Anima
Black Anima é o nono álbum de estúdio pela banda italiana de gothic metal Lacuna Coil . Foi lançado pela Century Media Records em 11 de outubro de 2019. A gravação ocorreu no BRX Studio em Milão , Itália. O álbum possui 11 faixas, mais 3 faixas bônus.
O single principal do álbum, " Layers of Time ", foi lançado em 26 de julho de 2019. A banda fez sua primeira turnê, Disease of the Anima, sua, nos Estados Unidos para promover o álbum com a co-atração principal, All That Permanece e convidados especiais, Bad Omens, Toothgrinder, Uncured e Eximious.
Em 2020 a banda fará uma tour pela América do Sul, para promover o álbum. Com cinco shows no Brasil. Porto Alegre, Curitiba, Brasília, São Paulo e Rio de Janeiro nos dias, respectivamente, 11, 13, 14, 15 e 16 de fevereiro. Ademais, nos dias 18 e 20 eles se apresentam em Buenos Aires e em Santiago.
Em uma entrevista em julho de 2019 no Rock Fest com a Rádio hardDrive, Scabbia disse que "anima" era a palavra italiana para "alma", diante disso o significado do título do álbum é "Alma Negra". Ela descreveu a nova música como "mais pesada e mais sombria", brincando que a explicação era clichê, mas argumentou: "É realmente a verdade!"